# Easton, Connecticut
Easton är en kommun (town) i Fairfield County i Connecticut i USA. Kommunen har cirka 7 272 invånare (2000). Den har enligt United States Census Bureau en area på 74,1 km².